# Діанне Ван Ренсбург
Діанне Ван Ренсбург (англ. Dianne Van Rensburg; нар. 4 березня 1968) — колишня південноафриканська тенісистка.
Найвищу одиночну позицію світового рейтингу — 26 місце досягла 14 січня 1991, парну — 27 місце — 12 вересня 1988 року.
Здобула 1 одиночний та 3 парні титули.
Найвищим досягненням на турнірах Великого шолома було 4 коло в одиночному розряді.
Завершила кар'єру 1995 року.

## Фінали Туру WTA

### Одиночний розряд 2 (1–1)
| Легенда: перед 2009 роком  | Легенда: починаючи з 2009 року |
| -------------------------- | ------------------------------ |
| Турніри Великого шлему (0) |                                |
| Чемпіонати WTA (0)         |                                |
| Tier I (0)                 | Premier Mandatory (0)          |
| Tier II (0)                | Premier 5 (0)                  |
| Tier III (0)               | Premier (0)                    |
| Tier IV & V (1-1)          | International (0)              |

| Результат | Ранг | Дата     | Турнір      | Покриття   | Суперниця       | Рахунок       |
| --------- | ---- | -------- | ----------- | ---------- | --------------- | ------------- |
| Поразка   | 1.   | Вер 1988 | Фінікс, США | Тверде     | Мануела Малеєва | 3–6, 6–4, 2–6 |
| Перемога  | 1.   | Лют 1990 | Вічита, США | Тверде (i) | Наталі Тозья    | 2–6, 7–5, 6–2 |

### Парний розряд 8 (3–5)
| Результат | Ранг | Дата     | Турнір                           | Покриття | Партнерка         | Суперниці                                   | Рахунок       |
| --------- | ---- | -------- | -------------------------------- | -------- | ----------------- | ------------------------------------------- | ------------- |
| Перемога  | 1.   | Вер 1986 | Талса, США                       | Тверде   | Камілл Бенджамін  | Світлана Пархоменко Лариса Савченко-Нейланд | 7–6, 7–5      |
| Поразка   | 2.   | Жов 1987 | Афіни, Греція                    | Ґрунт    | Кетлін Горват     | Андреа Бецнер Юдіт Візнер                   | 4–6, 6–7      |
| Перемога  | 3.   | Тра 1988 | WTA Swiss Open, Швейцарія        | Ґрунт    | Крістіан Жоліссен | Марія Ліндстрем Клаудія Порвік              | 6–1, 6–3      |
| Поразка   | 4.   | Чер 1988 | Eastbourne International, Англія | Трава    | Белінда Кордвелл  | Ева Пфафф Елізабет Смайлі                   | 3–6, 6–7      |
| Поразка   | 5.   | Сер 1988 | Southern California Open, США    | Тверде   | Бетсі Нагелсен    | Патті Фендік Джилл Гетерінгтон              | 6–7, 4–6      |
| Поразка   | 6.   | Лют 1990 | Вашингтон, США                   | Килим    | Енн Генрікссон    | Зіна Гаррісон Мартіна Навратілова           | 0–6, 3–6      |
| Перемога  | 7.   | Тра 1990 | Женева, Швейцарія                | Ґрунт    | Луїс Філд         | Еліз Берджін Бетсі Нагелсен                 | 5–7, 7–6, 7–5 |
| Поразка   | 8.   | Жов 1990 | Zurich Open, Швейцарія           | Килим    | Катрін Сюїр       | Манон Боллеграф Ева Пфафф                   | 5–7, 4–6      |

## Фінали ITF

### Одиночний розряд (3-2)
| турніри $25,000 |
| турніри $10,000 |

| Результат | Ранг | Дата              | Турнір                    | Покриття | Суперниця у фіналі | Рахунок у фіналі |
| Поразка   | 1.   | 6 травня 1985     | Борнмут, Велика Британія  | Тверде   | Барбара Романо     | 1–6, 4–6         |
| Перемога  | 2.   | 6 січня 1986      | Кі-Біскейн (Флорида), США | Тверде   | Наталія Єгорова    | 6–4, 6–0         |
| Перемога  | 3.   | 17 листопада 1986 | Йоганнесбург, ПАР         | Тверде   | Рене Менц          | 6–3, 6–1         |
| Перемога  | 4.   | 24 листопада 1986 | Преторія, ПАР             | Тверде   | Карен Шимпер       | 4–6, 6–1, 6–4    |
| Поразка   | 5.   | 10 жовтня 1994    | Седона, США               | Тверде   | Еллі Гакамі        | 5–7, 6–1, 5–7    |

### Парний розряд (2-3)
| Результат | Ранг | Дата              | Турнір            | Покриття | Партнерка     | Суперниці у фіналі                     | Рахунок            |
| Поразка   | 1.   | 20 січня 1986     | Сан-Антоніо, США  | Тверде   | Клер Вуд      | Манон Боллеграф Маріанне ван дер Торре | 5–7, 7–6(7–4), 4–6 |
| Поразка   | 2.   | 21 квітня 1986    | Таранто, Італія   | Тверде   | Нанетте Шутте | Гана Фукаркова Яна Новотна             | 5–7, 0–6           |
| Поразка   | 3.   | 17 листопада 1986 | Йоганнесбург, ПАР | Тверде   | Мері Дейлі    | Елна Рейнах Моніка Райнах              | 6–1, 1–6, 3–6      |
| Перемога  | 4.   | 24 листопада 1986 | Преторія, ПАР     | Тверде   | Мері Дейлі    | Janet Kock Карен Шимпер                | 7–5, 6–4           |
| Перемога  | 5.   | 18 січня 1988     | Преторія, ПАР     | Тверде   | Елна Рейнах   | Лінда Барнард Маріан де Свардт         | 3–6, 6–4, 6–4      |